# Robin Kuhlmann
Robin Kuhlmann (* 14. Mai 1990 in Hagen) ist ein deutscher Faustballer.
Robin Kuhlmann ist ein Faustballer des TSV Hagen 1860. Dort spielt er hauptsächlich an der Schlagposition.
Robin Kuhlmann wurde in Halden geboren und begann dort im Alter von fünf Jahren mit dem Sport. Mit der „Mini“-Mannschaft des TSV Hagen bzw. des THH Tus Halden Herbeck wurde er mehrmals Westfalenmeister. Ab dem Schüleralter spielte er nur noch beim TSV, wo er immer noch einen Platz im Team behauptet. Momentan spielt die Erste Faustball-Mannschaft des TSV in der Bundesliga.

## Weblink
- Robin Kuhlmann auf der Webseite des TSV Hagen 1860

| Personendaten    | Personendaten         |
| ---------------- | --------------------- |
| NAME             | Kuhlmann, Robin       |
| KURZBESCHREIBUNG | deutscher Faustballer |
| GEBURTSDATUM     | 14. Mai 1990          |
| GEBURTSORT       | Hagen                 |